# Cerynea endotrichalis
Cerynea endotrichalis är en fjärilsart som beskrevs av George Francis Hampson 1910. Cerynea endotrichalis ingår i släktet Cerynea och familjen nattflyn. Inga underarter finns listade i Catalogue of Life.